# Tibor Onhausz
Tibor Onhausz (Budapest, 22 de julio de 1955-25 de agosto de 2016) fue un futbolista húngaro que jugaba en la demarcación de defensa.

## Biografía
Empezó a formarse en la cantera del Ferencvárosi TC desde 1969, cuando contaba con 14 años, hasta que finalmente, cuatro años después, el entrenador Jenő Dalnoki le subió al primer equipo. Disputó 23 partidos de liga y anotó dos goles en las cuatro temporadas que permaneció en el club, formando parte de la plantilla que quedó subcampeona de la Recopa de Europa de 1975. Tras finalizar su contrato, en 1977 fichó por el Győri ETO FC, con el que ganó una Copa de Hungría en 1979 y una Nemzeti Bajnokság I en 1982, completando su participación con el club con 103 encuentros. También jugó para el BFC Siófok y para el FC Veszprém, donde se retiró en 1989.
Falleció el 25 de agosto de 2016 a los 61 años de edad.

## Clubes
| Club            | País    | Año         | Partidos | Goles |
| --------------- | ------- | ----------- | -------- | ----- |
| Ferencvárosi TC | Hungría | 1973 - 1977 | 23       | 2     |
| Győri ETO FC    | Hungría | 1977 - 1982 | 103      | 1     |
| BFC Siófok      | Hungría | 1982 - 1986 | 1        | 0     |
| FC Veszprém     | Hungría | 1986 - 1989 | 9        | 0     |

## Palmarés

### Campeonatos nacionales
| Título               | Club            | País    | Año  |
| -------------------- | --------------- | ------- | ---- |
| Nemzeti Bajnokság I  | Ferencvárosi TC | Hungría | 1976 |
| Copa de Hungría      | Ferencvárosi TC | Hungría | 1974 |
| Copa de Hungría      | Ferencvárosi TC | Hungría | 1976 |
| Nemzeti Bajnokság I  | Győri ETO FC    | Hungría | 1982 |
| Copa de Hungría      | Győri ETO FC    | Hungría | 1979 |
| Copa de Hungría      | BFC Siófok      | Hungría | 1984 |
| Nemzeti Bajnokság II | FC Veszprém     | Hungría | 1988 |